# Kunga Lotro Gyaltsen
Kunga Lotro Gyaltsen tibétain : ཀུན་དགའ་བློ་གྲོས་རྒྱལ་མཙའན, Wylie : kun dga' blo gros rgyal mts'an), né en 1299 et décédé en
1327, était un précepteur impérial (dishi) de 1314 à sa mort en 1327. Il faisait partie du clan Khön, les dirigeants du Sakyapa.